# Épisodes d'A Gifted Man
Cet article présente les seize épisodes de la série télévisée américaine A Gifted Man.

## Généralités
La série, initialement prévue pour treize épisodes sera finalement composée de 16 épisodes.

## Synopsis
Michael Holt est un chirurgien talentueux mais égocentrique dans une clinique de luxe à New York. Il reçoit la visite du fantôme de son ex-épouse Anna, tuée dans un accident de voiture. La sœur de Michael, Christina, qui croit au surnaturel, se réjouit de cette nouvelle car elle pense que Michael était une meilleure personne quand il était avec Anna.

## Distribution

### Acteurs principaux
- Patrick Wilson : Dr Michael Holt
- Jennifer Ehle (VF : Anne Rondeleux) : Anna Paul
- Margo Martindale (VF : Coco Noël) : Rita Perkins-Hall
- Rachelle Lefèvre (VF : Léa Gabrièle) : Dr Kate Sykora
- Pablo Schreiber : Anton Little Creek
- Rhys Coiro : Dr Zeke Barnes

### Acteurs récurrents
- Katie Ross : l'infirmière Maria (6 épisodes)
- Julie Benz (VF : Anneliese Fromont de Vitis) : Christina Holt, sœur de Michael (5 épisodes)
- Armando Riesco (en) (VF : Stéphane Marais) : Tavo (5 épisodes)
- Eriq La Salle : Evan « E-Mo » Morris (5 épisodes)
- Sue Jean Kim : l'infirmière en chef Collette (5 épisodes)
- Adrian Martinez : Hector (5 épisodes)
- Tijuana Ricks (en) : l'infirmière Charisse (4 épisodes)
- Mike Doyle : Victor Lantz (4 épisodes)
- Peter Hermann (VF : Constantin Pappas) : Harrison Curtis (3 épisodes)
- Marin Ireland (VF : Christèle Billault) : l'infirmière Elena (3 épisodes)
- Liam Aiken (VF : Gabriel Bismuth-Bienaimé) : Milo, neveu de Michael (2 épisodes)
- Afton Williamson (VF : Alice Taurand) : Autumn (2 épisodes)
- Roslyn Ruff : Audrey Lewis (2 épisodes)

## Diffusions
La diffusion francophone s'est déroulée ainsi :
- Au Québec, depuis le 30 août 2012 sur Séries+[3] ;
- En France, à partir de 2013 sur Série Club[4], puis à partir du 20 janvier 2014 sur M6.
- Aucune annonce des droits de diffusion de la série n'a été faite pour les autres pays francophones.

## Épisodes

### Épisode 1:Le Retour d'Anna
- États-Unis : 23 septembre 2011 sur CBS
- Québec : 30 août 2012 sur Séries+[3]
- France : 
  - 2013 sur Série Club[4]
  - 20 janvier 2014 sur M6

- États-Unis : 9,45 millions de téléspectateurs[5] (première diffusion)

- Afton Williamson (Autumn)
- Julie Benz (Christina Holt)
- Liam Aiken (Milo)
- Bill Irwin (Ron Vinetz)
- Armando Riesco (Tavo)
- James McCaffrey (Milt Sandreski)
- Marin Ireland (Elena)
- Necar Zadegan (Madeline Fahn)
- Susie Abromeit (Lacey Sandreski)
- Mary McCann (Jill Sandreski)
- Shirley Roeca (Ines)
- Samuel Mercedes (Roberto)
- Sebastian Martinez (Ernesto)
- Beau Sia (Randy)
- Robert Lupone (Dr Arnold Soltman)
- Sue Jean Kim (l'infirmière chef)
- Sakina Jaffrey (l'infirmière)

### Épisode 2:L'Enfer se déchaîne
- États-Unis : 30 septembre 2011 sur CBS
- Québec : 6 septembre 2012 sur Séries+[6]
- France : 
  - 2013 sur Série Club[4]
  - 27 janvier 2014 sur M6

- États-Unis : 8,18 millions de téléspectateurs[7] (première diffusion)

- Julie Benz (Christina Holt)
- Gbenga Akinnagbe (Dr. Leo 'Bax' Baxter)
- Mike Doyle (Victor Lantz)
- Raul Esparza (Phillip Romero)
- Armando Riesco (Tavo)
- Roslyn Ruff (Audrey Lewis)
- Afton Williamson (Autumn)
- Brynn O'Malley (Liz Martin)

### Épisode 3:Un ciel sans nuage
- États-Unis : 7 octobre 2011 sur CBS
- Québec : 13 septembre 2012 sur Séries+[8]
- France : 3 février 2014 sur M6

- États-Unis : 7,52 millions de téléspectateurs[9] (première diffusion)

- Cara Buono (Carol Gordan)
- Chris Jackson (Rafael « Rafe » Douglas)
- Amina Robinson (Lisa Douglas)
- Tyler Silva (Nathan Douglas)
- Aaron Lazar (en) (Steve Powers)
- Aaron Bantum (Paolo)
- John Windsor-Cunningham (homme riche)
- Jeannine Moore (femme riche)
- Brian Delate (agent de circulation)

### Épisode 4:Le Jumeau fantôme
- États-Unis : 14 octobre 2011 sur CBS
- Québec : 20 septembre 2012 sur Séries+[10]
- France : 10 février 2014 sur M6

- États-Unis : 7,71 millions de téléspectateurs[11] (première diffusion)

- Donnetta Lavinia Grays (Lucille Maxwell)
- Amir Ali Said (Davion Maxwell)
- Eden Wiggins (Tasha Maxwell)
- Ritesh Rajan (Samir Patel)
- Samrat Chakrabarti (M. Patel)
- Alejandra Reyes (Barista)
- Izzy Ruiz (officier Rodriquez)
- Roy Milton Davis (Homeless Man)
- Purva Bedi (Mme Patel)

### Épisode 5:Dilemme
- États-Unis : 21 octobre 2011 sur CBS
- Québec : 27 septembre 2012 sur Séries+[12]
- France : 17 février 2014 sur M6

- États-Unis : 8,67 millions de téléspectateurs[13] (première diffusion)

- Samantha Futerman (Monica Lee)
- Andrew Pang (Gordon Lee)
- Ben Hollandsworth (PJ)
- Silvestre Rasuk (Alex Hernandez)
- Darlena Tejeiro (Corina / Renata Ruiz)
- Juan Mirt (David Ruiz)
- Jose Rosario (agent Frank Zyckner)
- Peter Hermann (Harrison Curtis)
- Jillian Mueller (ami de Monica)
- Brian Costello (Locker Guy)

### Épisode 6:La Mémoire des champions
- États-Unis : 4 novembre 2011 sur CBS
- Québec : 4 octobre 2012 sur Séries+[14]
- France : 24 février 2014 sur M6

- États-Unis : 8,55 millions de téléspectateurs[15] (première diffusion)

- James Martinez (George)
- Victoria Cartagena (Maria)
- Allan Louis (Donnie)
- Alex Socha (Chloe Salinger)
- Jose Zuniga (Richard Flores)
- Paula Devicq (Dr Elizabeth Salinger)

### Épisode 7:Soldat de feu
- États-Unis : 11 novembre 2011 sur CBS
- Québec : 11 octobre 2012 sur Séries+[16]
- France : 3 mars 2014 sur M6

- États-Unis : 8,25 millions de téléspectateurs[17] (première diffusion)

- John Benjamin Hickey (Ben Tucker)
- Mamie Gummer (Gemma)
- Austin Williams (Steven Tucker)
- Melissa Errico (Julie Tucker)
- K. Todd Freeman (officier Dale Woodrow)
- Michael Cullen (chef John Hawthorne)
- Greg Wattkis (garde de la sécurité)
- Joel (Jose) de la Fuente (anesthésiste)

### Épisode 8:Ne pas réanimer
- États-Unis : 18 novembre 2011 sur CBS
- Québec : 18 octobre 2012 sur Séries+[18]
- France : 10 mars 2014 sur M6

- États-Unis : 8,24 millions de téléspectateurs[19] (première diffusion)

- Tom Wopat (Lenny Sr., mari de Rita)

### Épisode 9:Arythmie
- États-Unis : 2 décembre 2011 sur CBS
- Québec : 25 octobre 2012 sur Séries+[20]
- France : 17 mars 2014 sur M6

- États-Unis : 8,01 millions de téléspectateurs[21] (première diffusion)

- Megan Ketch (Julia)
- Kelli Barrett (Rachel Lewis)
- Faith Prince (Elinor Lewis)
- Tom Lipinski (Hank)
- Jacob Villalobos (Alberto)
- Anne Horak (Gina Perrin)
- Michele Vazquez (mère d'Alberto)
- Ted Schneider (homme à la barbichette)
- Dario Barosso (enfant)
- Nicole Lewis (personnel paramédical #1)

### Épisode 10:Les Fleurs de foudre
- États-Unis : 6 janvier 2012 sur CBS
- Québec : 1er novembre 2012 sur Séries+[22]
- France : 24 mars 2014 sur M6

- États-Unis : 8,38 millions de téléspectateurs[23] (première diffusion)

- Lance Chantiles-Wertz (Dante Crim)
- Becky Ann Baker (Mary Polanco)
- Laura Jordan (Theresa Crim)
- Chris Sullivan (Biker)
- Antwayn Hopper (Marty Polanco)
- Quincy Chad (mari nerveux)
- Badia Farha (femme enceinte)
- Chinasa Ogbuagu (personnel paramédical)
- Maria Farrow (chirurgien #1)
- Christopher J, Winfree (chirurgien #2)

### Épisode 11:L'Épée de Damoclès
- États-Unis : 13 janvier 2012 sur CBS
- Québec : 8 novembre 2012 sur Séries+[24]
- France : 31 mars 2014 sur M6

- États-Unis : 8,76 millions de téléspectateurs[25] (première diffusion)

- Leland Orser (Charlie Reinhart)
- Dana Wheeler-Nicholson (Jayne Reinhart)
- Kailani Coba (Maribel Lopez)
- Sol Miranda (Cecilia Gonzales)
- Britt Lower (Nina)

### Épisode 12:Face au déni
- États-Unis : 3 février 2012 sur CBS
- Québec : 15 novembre 2012 sur Séries+[26]
- France : 7 avril 2014 sur M6

- États-Unis : 8,41 millions de téléspectateurs[27] (première diffusion)

- Chivonne Michelle (Shari Jackson)
- Austin Lysy (Darren Halloren)
- Heléne Yorke (Ella Halloren)
- Donna Vivino (Rhonda)
- John Doman (entraîneur)
- Antoinette Robinson (fille du joueur BB)
- Steve Badalamenti (camionneur)

### Épisode 13:Sous la menace
- États-Unis : 10 février 2012 sur CBS
- Québec : 22 novembre 2012 sur Séries+[28]
- France : 14 avril 2014 sur M6

- États-Unis : 8,78 millions de téléspectateurs[29] (première diffusion)

- Diane Neal (la représenante Kim Fletcher)
- Desmin Borges (en) (Eduardo Sanchez)
- Fátima Ptacek (Pilar Sanchez)
- Robin Weigert (Tracy Mathis)
- David Wilson Barnes (en) (Paul Mathis)
- Dana D. Tyler (nouvelle journaliste)
- Lee Sheperd (juge Parker Whitford)
- JC Montgomery (ADA Harris Stetham)
- Annaleigh Ashford (Shauna)
- Chris Bert (Jake Preston)
- Mackenzie Grey (Rebecca Mathis)
- Edvin Ortega (EMT #1)
- Avery Glymph (patrouille du NYPD)
- Jeffrey C. Hawkins (père de Jake)
- Regina Schneider (mère de Jake)

### Épisode 14:De l'eau dans le gaz
- États-Unis : 17 février 2012 sur CBS
- Québec : 29 novembre 2012 sur Séries+[30]
- France : 22 avril 2014 sur M6

- États-Unis : 9,54 millions de téléspectateurs[31] (première diffusion)

- Christina Milian (Shawnee)
- Ursula Parker (Simona Albescu)
- Ylfa Edelstein (Ileana Albescu)
- Michael Beach (Nicky Davis)
- Peter Maloney (M. Janowitz)
- Paloma Guzman (Kylie Trevane)
- Paul Sanderson (homme qui se plaint)
- Deborah (Engle) Baum (barman)
- Ben Nordstrom (homme d'affaires)

### Épisode 15:Amour de jeunesse
- États-Unis : 24 février 2012 sur CBS
- Québec : 6 décembre 2012 sur Séries+[32]
- France : 22 avril 2014 sur M6

- États-Unis : 9,05 millions de téléspectateurs[33] (première diffusion)

- Peter Scanavino (Scotty Cartolano)
- Maggie Siff (Lily Meyerson)
- Lee Tergesen (Paul Curtis)
- Saidah Arrika Ekulona (Dr Henderson)
- Aaron Livingston (Kyle)
- Devon Craig Johnson (Tony)
- Tova Katz (Mia)

### Épisode 16:Les Raisons du cœur
- États-Unis : 2 mars 2012 sur CBS
- Québec : 13 décembre 2012 sur Séries+[34]
- France : 22 avril 2014 sur M6

- États-Unis : 9,7 millions de téléspectateurs[35] (première diffusion)

- Frances Fisher (Blanche Tipton)
- Tammy Blanchard (Louise Mitchell)
- Santino Fontana (Gene Tipton)
- Aya Cash (Trish Sulloway)
- Charlie Semine (Joel Mitchell)
- Kate Levy (Emcee)
- Rita Gardner (Maude)
- Maria Farrow (infirmière #1)
- Matthew Schechter (garçon)
- Arthur French (vieil homme)
- Phil McGlaston (le conducteur)
- William S. Brown (camionneur)
- Stephen Reich (un passant)